# Gerolamo da Cremona

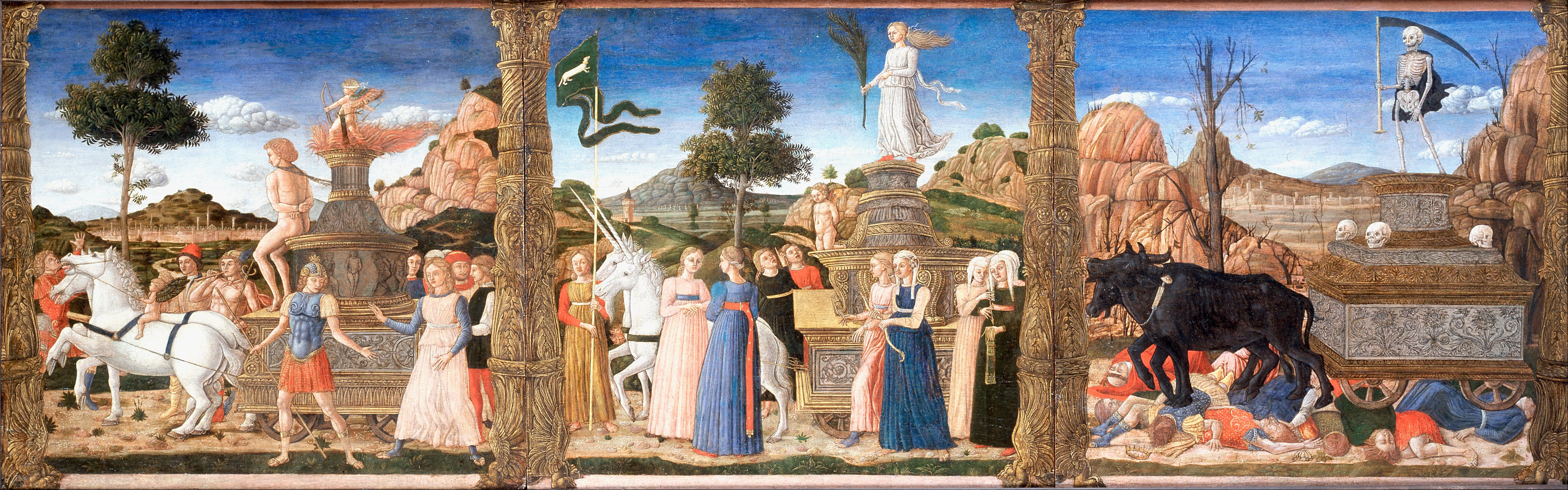
Los Triunfos de Petrarca, temple sobre tabla, Denver Art Museum

Gerolamo da Cremona o Girolamo de'Corradi, (Cremona, c. 1430 - murió después de 1483) fue un pintor italiano de miniaturas del renacimiento, activo entre 1451 y 1483.

## Biografía
Gerolamo de Cremona fue un pintor miniaturista, iluminador de manuscritos y libros impresos antiguos. Fue influenciado y alentado por Andrea Mantegna.
Gerolamo da Cremona trabajó primero en el norte de Italia después en las cortes de Ferrara y Mantua y luego en Siena, Florencia y finalmente en Venecia.
Desde 1455 hasta 1461, Girolamo estuvo en Ferrara junto a Taddeo Crivelli en la realización de la Biblia de Borso de Este.
En 1461, Andrea Mantegna lo recomendó a uno de sus patrocinadores, Luis III Gonzaga, marqués de Mantua en la realización del misal de su esposa Bárbara de Brandeburgo.
Alrededor de 1468, Gerolamo en colaboración con Liberale da Verona comienza la iluminación de libros de la Librería Piccolomini en Siena. Luego trabajó en Florencia antes de terminar su carrera en Venecia.
En la década de 1470, Venecia se había convertido en un importante centro de nuevas técnicas de impresión, Girolamo trabajó allí, sobre todo en la iluminación de las portadas de las versiones de lujo de los primeros libros impresos, conocidos como incunables. Estas miniaturas son conocidas por su efecto trompe l'oeil.

## Obras
- La muerte de San Martín, grabados, 21x30 cm
- Descendimiento de la Cruz (1475-1476), témpera y pan de oro sobre pergamino, 15,9 cm x 11,4 cm, Museo Metropolitano de Arte de Nueva York.
- Iluminación de una página de un misal manuscrito (1472-1473), 84 cm x 58 cm, Biblioteca Piccolomini, de la catedral de Siena.
- El juego de ajedrez (1475-1480), atribuido a Gerolamo de Cremona y Liberale da Verona, Metropolitan Museum of Art, Nueva York.
- Decoración del Misal de Bárbara de Brandeburgo, en la catedral de Mantua.
- Anunciación, Pinacoteca, Siena.
- Virgen de los Ángeles, Galería Nacional, Perugia.